# 574

## Nașteri
- dată necunoscută: Usman  (d. 656)
- dată necunoscută: Papa Agaton  (d. 681)
- 7 februarie: Shōtoku politician japonez (d. 622)

## Decese
- 13 iulie: Papa Ioan al III-lea  (n. 520)
- dată necunoscută: Narses  (n. 478)
- dată necunoscută: Cleph al longobarzilor  (n. ?)